# Death Squared
Death Squared es un videojuego de puzle desarrollado y distribuido por SMG Studio. Fue lanzado en 2017 para Microsoft Windows, macOS, Nintendo Switch, PS4 y Xbox One, y en 2018 para iOS y Android.

## Recepción
Death Squared recibió reseñas «generalmente favorables» para las versiones de Nintendo Switch y Xbox One, mientras que la versión de PlayStation 4 recibió reseñas «mixtas o medias», según el sitio web agregador de reseñas Metacritic. El escritor de Destructoid, Kevin McClusky, le dio una reseña positiva a la versión de Nintendo Switch del juego, diciendo que, aunque el modo de un jugador sea disfrutable, resultó «mucho más divertido» poder «darle el segundo control a otro jugador y aconsejarnos mutuamente al intentar atravesar el laberinto». McClusky también felicitó el diseño de niveles, llamándolos «limpios y fáciles de leer», y, aunque señalara algo de retraso cuando el juego se encontraba en modo pantalla completa llamándolo «molesto», mencionó que jamás afectó la jugabilidad y tuvo fe que sería resuelto en una futura actualización de software.
En su reseña positiva, el analista de Nintendo Life Matthew Mason le dio al juego 8/10 estrellas, indicando que el juego fue «grandioso». Dijo que, si bien era «cooperativo en el fondo», era «inminentemente jugable como una experiencia solitaria», y que sentarse al lado de alguien para verlo jugar le pareció una experiencia placentera.
El juego fue nominado al «juego australiano del año» en los Australian Games Awards.